# Rivière Moe
Rivière Moe är ett vattendrag i Kanada.   Det ligger i provinsen Québec, i den sydöstra delen av landet, 300 km öster om huvudstaden Ottawa.
Omgivningarna runt Rivière Moe är en mosaik av jordbruksmark och naturlig växtlighet. Runt Rivière Moe är det glesbefolkat, med 10 invånare per kvadratkilometer.